# Ex-Arm
Ex-Arm (エクスアーム Ekusuāmu?, estilizado como EX-ARM) es un manga de ciencia ficción escrito por HiRock e ilustrado por Shinya Komi. Comenzó la serialización en la revista Grand Jump de Shūeisha en febrero de 2015, y se mudó al sitio web Shonen Jump+ en diciembre de 2017, siendo recopilado en 14 volúmenes tankōbon. Una secuela del manga titulada Ex-Arm EXA comenzó en Grand Jump Mucha en agosto de 2019. 
Una adaptación a serie de anime producida por el estudio Visual Flight se estrenó el 10 de enero de 2021.

## Argumento
2014: Akira Natsume parece tener una casi fobia a los dispositivos electrónicos a la vez que es muy bueno diagnosticándolos. Un día, decide cambiar para verse mejor y conseguir una novia tal como lo hizo su hermano mayor… Sin embargo, Akira muere repentinamente en un accidente
16 años después, una policía especial y su compañero androide recuperan y activan una Inteligencia artificial y súper-arma altamente avanzada llamada EX-ARM y la ponen en control total de su nave como su último recurso. ¡Resulta que la IA es en realidad la mente de Akira!

## Personajes
Akira Natsume (夏目アキラ Natsume Akira?)
 Seiyū: Sōma Saitō
Minami Uezono (上園美波 Uezono Minami?)
 Seiyū: Mikako Komatsu
Alma (アルマ Arma?)
 Seiyū: Akari Kitō
Soushi Shiga
 Seiyū: Daisuke Namikawa
Chikage Rokuoin
 Seiyū: Sumire Uesaka
Alisa Himegami
 Seiyū: Yui Ishikawa
Kimura
 Seiyū: Taku Yashiro
Kondo
 Seiyū: Shōmaru Zōza

## Contenido de la obra

### Manga
El manga, escrito por HiRock e ilustrado por Shinya Komi, comenzó la serialización en número 4 de la revista Grand Jump en febrero de 2015. Shūeisha trasladó la serie a la revista en línea Shōnen Jump + en diciembre de 2017, donde se publicó hasta su finalización el 26 de junio de 2019. Los capítulos fueron recogidos por Shūeisha y publicadas en 14 volúmenes tankōbon. La secuela titulada Ex-Arm EX comenzó la serialización en la edición de septiembre de 2019 de la revista Grand Jump Mucha.

#### Lista de volúmenes
| N.º | Fecha de lanzamiento     | ISBN original      |
| --- | ------------------------ | ------------------ |
| 1   | 19 de junio de 2015      | ISBN 9784088902159 |
| 2   | 18 de septiembre de 2015 | ISBN 9784088902869 |
| 3   | 18 de diciembre de 2015  | ISBN 9784088903354 |
| 4   | 19 de abril de 2016      | ISBN 9784088904030 |
| 5   | 19 de agosto de 2016     | ISBN 9784088904726 |
| 6   | 18 de noviembre de 2016  | ISBN 9784088905259 |
| 7   | 19 de abril de 2017      | ISBN 9784088906195 |
| 8   | 19 de julio de 2017      | ISBN 9784088906942 |
| 9   | 19 de diciembre de 2017  | ISBN 9784088907703 |
| 10  | 19 de abril de 2018      | ISBN 9784088910086 |
| 11  | 17 de agosto de 2018     | ISBN 9784088911397 |
| 12  | 19 de diciembre de 2018  | ISBN 9784088911588 |
| 13  | 19 de abril de 2019      | ISBN 9784088912134 |
| 14  | 19 de agosto de 2019     | ISBN 9784088912431 |

### Novela
Shueisha publicó una novela titulada EX-ARM the Novel Deus Ex Machina, escrita por Atarō Kumo, bajo su sello Jump J-Books el 19 de diciembre de 2018. Una adaptación al manga de la novela, titulada Ex-Arm Another Code, comenzó en Ultra Jump el 19 de febrero de 2020.

### Anime
Una adaptación al anime se anunció en el volumen 12 del manga lanzado el 18 de diciembre de 2018. La serie será producida por Visual Flight y dirigida por Yoshikatsu Kimura, con Tommy Morton a cargo de los guiones y Sō Kimura como compositor. Originalmente programada para su lanzamiento en julio de 2020, la serie fue reprogramada para el 10 de enero de 2021 debido a la pandemia de COVID-19.

#### Lista de episodios
| N.º | Título                                                                                              | Dirigido por     | Escrito por                  | Fecha de emisión original |
| --- | --------------------------------------------------------------------------------------------------- | ---------------- | ---------------------------- | ------------------------- |
| 1   | «Arma prohibida» Transcripción: «Kindan no Heiki» (en japonés: 禁断の兵器)                          | Shingo Kinoshita | Tommy Morton                 | 10 de enero de 2021       |
| 2   | «El día del juicio» Transcripción: «Shinpan no Hi» (en japonés: 審判の日)                           | Shingo Kinoshita | Tommy Morton                 | 17 de enero de 2021       |
| 3   | «Ángel exterminador» Transcripción: «Satsuriku no Tenshi» (en japonés: 殺戮の天使)                  | Shingo Kinoshita | Tommy Morton                 | 24 de enero de 2021       |
| 4   | «Aquel que hereda el valor» Transcripción: «Yūki Tsugu Mono» (en japonés: 勇気 継ぐ者)              | Shingo Kinoshita | Tommy Morton                 | 31 de enero de 2021       |
| 5   | «¡Día de ensueño!» Transcripción: «Tokimeki Deidorīmu!» (en japonés: ときめきデイドリーム！)        | Shingo Kinoshita | Tommy Morton                 | 7 de febrero de 2021      |
| 6   | «Subasta de EX-ARM» Transcripción: «Ekusu Āmu Ōkushon» (en japonés: EX-ARMオークション)             | Shingo Kinoshita | Tommy Morton                 | 14 de febrero de 2021     |
| 7   | «Baile de llamas» Transcripción: «Honō no Butōkai» (en japonés: 炎の舞踏会)                         | Shingo Kinoshita | Natsumi Kemuyama             | 21 de febrero de 2021     |
| 8   | «β ~Beta~» Transcripción: «β ～Bēta～» (en japonés: β ～ベータ～)                                   | Shingo Kinoshita | Shintarō Shimoi Tommy Morton | 28 de febrero de 2021     |
| 9   | «El salvador de la destrucción» Transcripción: «“Horobi” no Kyūseishu» (en japonés: “滅び”の救世主) | Shingo Kinoshita | Tommy Morton                 | 7 de marzo de 2021        |
| 10  | «Genes del pecado original» Transcripción: «Genzai no Idenshi» (en japonés: 原罪の遺伝子)           | Shingo Kinoshita | Natsumi Kemuyama             | 14 de marzo de 2021       |
| 11  | «Prueba de humanidad» Transcripción: «Ningen no Akashi» (en japonés: 人間の証)                      | Shingo Kinoshita | Shintarō Shimoi Tommy Morton | 21 de marzo de 2021       |
| 12  | «Un gran paso » Transcripción: «Idai na Ippo» (en japonés: 偉大な一歩)                              | Shingo Kinoshita | Tommy Morton                 | 28 de marzo de 2021       |